# Kiskutas
Kiskutas is een plaats (község) en gemeente in het Hongaarse comitaat Zala. Kiskutas telt 199 inwoners (2001).